# Ammogrotis
Ammogrotis là một chi bướm đêm thuộc họ Noctuidae.